# Pocono 400
De Pocono 400 is een race uit de NASCAR Sprint Cup. De race wordt in het voorjaar gehouden op de Pocono Raceway over een afstand van 400 mijl of 643 km. De eerste editie werd gehouden in 1982 en gewonnen door Bobby Allison. In het najaar wordt op hetzelfde circuit de Pennsylvania 400 gehouden.

## Namen van de race
- Van Scoy Diamond Mines 500 (1982 - 1985)
- Miller High Life 500 (1986 - 1989)
- Miller Genuine Draft 500 (1990)
- Champion Spark Plug 500 (1991 - 1993)
- UAW-GM Teamwork 500 (1994 - 1996)
- Pocono 500 (1997 - 2009)
- Gillette Fusion ProGlide 500 (2010)
- 5-hour Energy 500 (2011)
- Pocono 400 (2012)

## Winnaars
| Jaar                         | Winnaar                    | Auto                       |
| Van Scoy Diamond Mines 500   | Van Scoy Diamond Mines 500 | Van Scoy Diamond Mines 500 |
| ---------------------------- | -------------------------- | -------------------------- |
| 1982                         | Bobby Allison              | Buick                      |
| 1983                         | Bobby Allison              | Buick                      |
| 1984                         | Cale Yarborough            | Chevrolet                  |
| 1985                         | Bill Elliott               | Ford                       |
| Miller High Life 500         |                            |                            |
| 1986                         | Tim Richmond               | Chevrolet                  |
| 1987                         | Tim Richmond               | Chevrolet                  |
| 1988                         | Geoffrey Bodine            | Chevrolet                  |
| 1989                         | Terry Labonte              | Ford                       |
| Miller Genuine Draft 500     |                            |                            |
| 1990                         | Harry Gant                 | Oldsmobile                 |
| Champion Spark Plug 500      |                            |                            |
| 1991                         | Darrell Waltrip            | Chevrolet                  |
| 1992                         | Alan Kulwicki              | Ford                       |
| 1993                         | Kyle Petty                 | Pontiac                    |
| UAW-GM Teamwork 500          |                            |                            |
| 1994                         | Rusty Wallace              | Ford                       |
| 1995                         | Terry Labonte              | Chevrolet                  |
| 1996                         | Jeff Gordon                | Chevrolet                  |
| Pocono 500                   |                            |                            |
| 1997                         | Jeff Gordon                | Chevrolet                  |
| 1998                         | Jeremy Mayfield            | Ford                       |
| 1999                         | Bobby Labonte              | Pontiac                    |
| 2000                         | Jeremy Mayfield            | Ford                       |
| 2001                         | Ricky Rudd                 | Ford                       |
| 2002                         | Dale Jarrett               | Ford                       |
| 2003                         | Tony Stewart               | Chevrolet                  |
| 2004                         | Jimmie Johnson             | Chevrolet                  |
| 2005                         | Carl Edwards               | Ford                       |
| 2006                         | Denny Hamlin               | Chevrolet                  |
| 2007                         | Jeff Gordon                | Chevrolet                  |
| 2008                         | Kasey Kahne                | Dodge                      |
| 2009                         | Tony Stewart               | Chevrolet                  |
| Gillette Fusion ProGlide 500 |                            |                            |
| 2010                         | Denny Hamlin               | Toyota                     |
| 5-hour Energy 500            |                            |                            |
| 2011                         | Jeff Gordon                | Chevrolet                  |
| Pocono 400                   |                            |                            |
| 2012                         | Joey Logano                | Toyota                     |
| 2013                         | Jimmie Johnson             | Chevrolet                  |

Huidige races:
Can-Am Duel ·
Daytona 500 ·
Subway Fresh Fit 500 ·
Kobalt Tools 400 ·
Food City 500 ·
Auto Club 400 ·
STP Gas Booster 500 ·
NRA 500 ·
Aaron's 499 ·
Toyota Owners 400 ·
Bojangles' Southern 500 ·
FedEx 400 ·
Coca-Cola 600 ·
STP 400 ·
Pocono 400 ·
Quicken Loans 400 ·
Toyota/Save Mart 350 ·
Coke Zero 400 ·
Quaker State 400 ·
Camping World RV Sales 301 ·
Brickyard 400 ·
Gobowling.com 400 ·
Cheez-It 355 at The Glen ·
Pure Michigan 400 ·
Irwin Tools Night Race ·
AdvoCare 500 (Atlanta Motor Speedway) ·
Federated Auto Parts 400 ·
Geico 400 ·
Sylvania 300 ·
AAA 400 ·
Hollywood Casino 400 ·
Bank of America 500 ·
Camping World RV Sales 500 ·
Goody's Headache Relief Shot 500 ·
AAA Texas 500 ·
AdvoCare 500 (Phoenix International Raceway) ·
Ford EcoBoost 400

Voormalige races:

Buddy Shuman 276 ·
Budweiser 400 ·
Budweiser NASCAR 400 ·
Columbia 200 ·
Coors 420 ·
First Union 400 ·
Greenville 200 ·
Hickory 276 ·
Kobalt Tools 500 (Atlanta Motor Speedway) ·
Los Angeles Times 500 ·
Mountain Dew Southern 500 ·
Northern 300 ·
Pepsi 420 ·
Pepsi Max 400 ·
Pickens 200 ·
Pop Secret Microwave Popcorn 400 ·
Sandlapper 200 ·
Subway 400 ·
Tyson Holly Farms 400 ·
Winston Western 500